# Agnetha, Björn, Benny, Annifrid: På Svenska
| Críticas profissionais | Críticas profissionais |
| Avaliações da crítica  | Avaliações da crítica  |
| Fonte                  | Avaliação              |
| ---------------------- | ---------------------- |
| Allmusic               | link                   |
| Discogs                | link                   |

Agnetha, Björn, Benny, Annifrid: På Svenska é uma compilação lançada em 1994 na Suécia com músicas em versões suecas do grupo ABBA, bem como trabalhos individuais de cada um dos quatro integrantes da banda. O álbum faz parte da série Stikkan Anderson Väljer Polars Pärlor.

## Lista de faixas
| N.º            | Título                              | Artista                         | Duração |  |
| 1.             | "Waterloo" (versão em sueco)        | ABBA                            | 2:45    |  |
| 2.             | "Att Finnas Till"                   | Björn Ulvaeus e Benny Andersson | 3:29    |  |
| 3.             | "En Sång Och En Saga"               | Agnetha Fältskog                | 3:39    |  |
| 4.             | "Honey, Honey" (versão em sueco)    | ABBA                            | 2:57    |  |
| 5.             | "Ska Man Skratta Eller Gråta"       | Anni-Frid Lyngstad              | 3:50    |  |
| 6.             | "Tänk Om Jorden Vore Ung"           | Björn Ulvaeus e Benny Andersson | 3:50    |  |
| 7.             | "SOS" (versão em sueco)             | Agnetha Fältskog                | 3:20    |  |
| 8.             | "Fernando" (versão em sueco)        | Anni-Frid Lyngstad              | 4:12    |  |
| 9.             | "Åh, Vilka Tider"                   | ABBA                            | 2:31    |  |
| 10.            | "Som En Sparv"                      | Anni-Frid Lyngstad              | 3:37    |  |
| 11.            | "En Sång Om Sorg Och Glädje"        | Agnetha Fältskog                | 3:47    |  |
| 12.            | "En Karusell"                       | Björn Ulvaeus e Benny Andersson | 3:05    |  |
| 13.            | "Dröm är Dröm, Och Saga Saga"       | Agnetha Fältskog                | 3:25    |  |
| 14.            | "Man Vill Ju Leva Lite Dessemellan" | Anni-Frid Lyngstad              | 2:52    |  |
| 15.            | "Hej Gamle Man"                     | Björn Ulvaeus e Benny Andersson | 3:19    |  |
| 16.            | "Ring Ring" (versão em sueco)       | ABBA                            | 3:07    |  |
| 17.            | "Så Glad Som Dina Ögon"             | Agnetha Fältskog                | 2:59    |  |
| 18.            | "Vill Du Låna En Man"               | Anni-Frid Lyngstad              | 2:43    |  |
| Duração total: | Duração total:                      | Duração total:                  | 55:27   |  |